# 티펜카스텔
티펜카스텔(로만슈어: Casti)은 스위스 그라우뷘덴주의 알불라군에 있는 마을이자, 이전 시정촌이다. 2015년 1월 1일 Alvaschein, Mon, Stierva, 티펜카스텔, Alvaneu, Brienz/Brinzauls 및 수라바의 이전 시정촌이 합병하여 알불라/알브라의 새로운 시정촌을 형성했다.

## 역사
티펜카스텔은 Castello Impitinis에서와 같이 831년에 처음 언급되었다. 14세기부터 그것은 Tüffenkasten으로 알려졌다.

## 지리

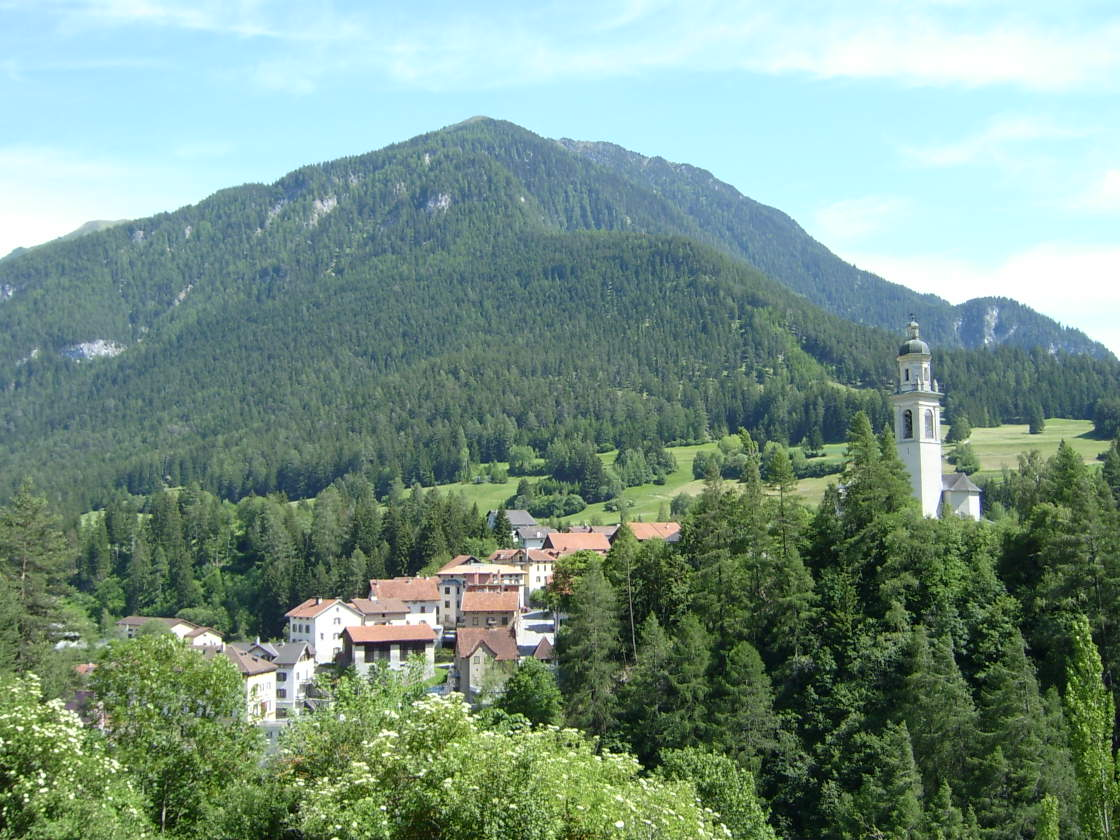
서쪽에서 본 티펜카스텔

합병 전 티펜카스텔의 총면적은 14.9k㎡였다. 이 면적 중 20.3%가 농업용으로, 49.6%가 산림이다. 나머지 토지 중 3.1%는 정착지(건물 또는 도로)이고 나머지(27%)는 비생산적(강, 빙하 또는 산)이다.
알불라 지역의 수도였다. 이전 시정촌은 알불라 고개와 율리어 고개 기슭에 있다.

## 인구통계
2013년 기준, 티펜카스텔의 인구는 254명이다. 2008년 기준, 인구의 15.7%가 외국인으로 구성되어 있다. 지난 10년 동안 인구는 -2.2%의 비율로 감소했다. 2000년 기준, 인구 대부분은 독일어(58.3%)를 사용하며, 로만슈어는 두 번째로 많이 사용되는 언어(37.8%)이고, 이탈리아어는 세 번째(1.3%)이다.
2000년 기준으로 인구의 성별 분포는 남성 49.6%, 여성 50.4%였다. 2000년 현재 티펜카스텔의 연령 분포는 다음과 같다. 37명(인구의 16.1%)이 0세에서 9세 사이이다. 16명 또는 7.0%는 10~14세, 8명 또는 3.5%는 15~19세이다. 성인 인구 중 23명 또는 인구의 10.0%가 20~29세이다. 36명(15.7%)은 30~39세, 36명(15.7%)은 40~49세, 27명(11.7%)은 50~59세이다. 고령자 분포는 25명(인구의 10.9%)이 60~69세 사이이다. 70~79세는 15명(6.5%), 80~89세는 6명(2.6%), 90~99세는 1명(0.4%)이다.
2007년 연방 선거에서 가장 인기 있는 정당은 42.5%의 득표율을 기록한 CVP였다. 다음으로 가장 인기 있는 3개 정당은 SVP (30.9%), SPS (13.6%) 및 FDP (12.8%)였다.
티펜카스텔에서는 인구의 약 69.6%(25-64세 사이)가 비필수 고등교육 또는 추가 고등교육(대학 또는 응용학문대학)을 완료했다.
티펜카스텔의 실업률은 1.93%이다. 2005년 기준으로 1차 경제 부문에 7명이 고용되어 있고, 이 부문에 약 3개 기업이 참여하고 있다. 73명이 2차 부문에 고용되어 있고, 이 부문에 8개의 기업이 있다. 133명이 3차 부문에 고용되어 있으며, 이 부문에는 29개의 기업이 있다.
역사적 인구는 다음 표에 나와 있다.
| 년도 | 인구 |
| ---- | ---- |
| 1850 | 135  |
| 1880 | 209  |
| 1900 | 257  |
| 1950 | 327  |
| 1960 | 306  |
| 1970 | 310  |
| 1980 | 277  |
| 1990 | 239  |
| 2000 | 241  |
| 2010 | 269  |

## 기후
티펜카스텔의 연간 강우량은 평균 98.6일이며 평균 강수량은 784mm이다. 가장 습한 달은 8월로 티펜카스텔의 평균 강수량은 110mm이다. 이달의 평균 강수일은 10.8일이다. 강수량이 가장 많은 달은 6월로 평균 11.3일이지만 강수량은 92mm에 불과하다. 연중 가장 건조한 달은 2월이며 10.8일 동안 평균 강수량이 35mm이다.

## 국가중요문화재

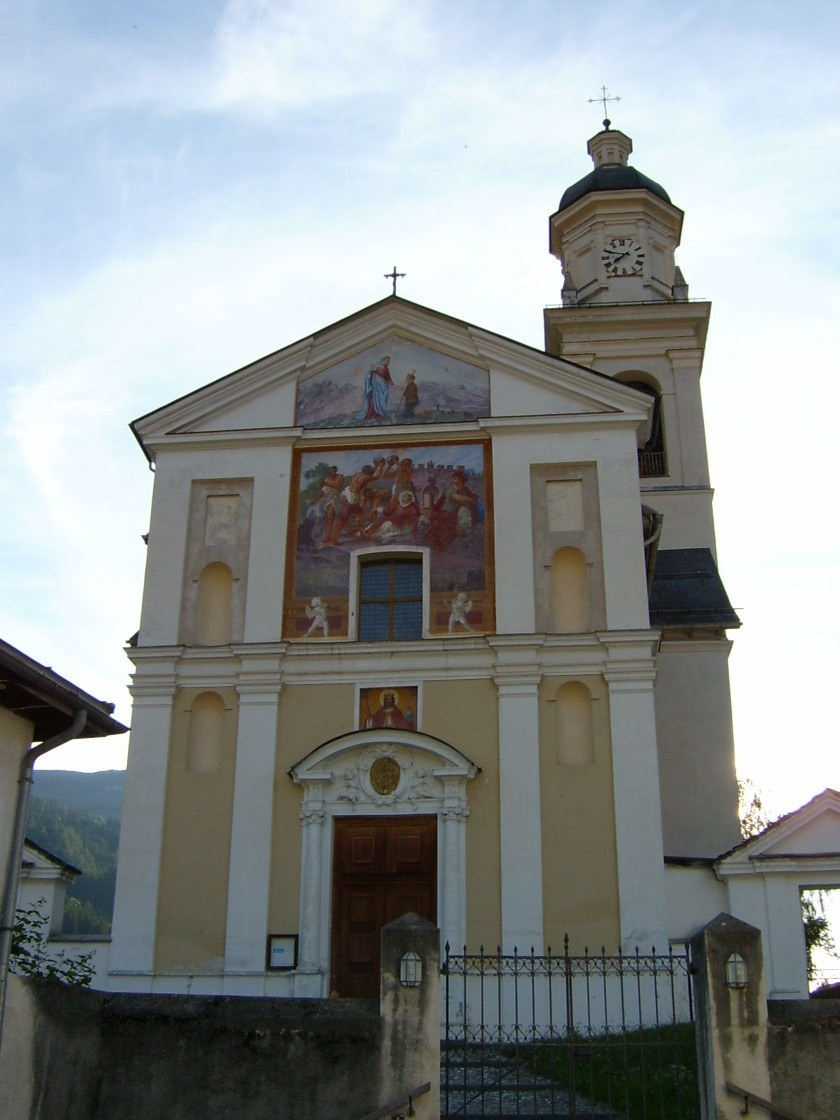
성스테판 사목구 성당

성 스테판 교회는 국가적으로 중요한 스위스 유산으로 등록되어 있다. 교회는 1343년에 처음 언급되었다. 1650년에 카푸친 수도사들에 의해 재건 및 확장되었다. 이 리노베이션 중에 광범위한 나무 조각과 그림이 제공되었다.

## 교통
래티셰 철도는 티펜카스텔역까지 기차를 운행한다. 2014년 8월 13일, 여객 열차가 산사태로 인해 역에서 서쪽으로 1km 떨어진 곳에서 탈선했다. 이 사고로 11명이 부상을 입었다.